# Hegetotheriopsis sulcatus
Hegetotheriopsis sulcatus è un mammifero notoungulato estinto, appartenente ai tipoteri. Visse tra l'Oligocene superiore e il Miocene inferiore (circa 27 - 20 milioni di anni fa) e i suoi resti fossili sono stati ritrovati in Sudamerica.

## Descrizione
Questo animale non è ben conosciuto in quanto i fossili a esso attribuiti sono incompleti; dal raffronto con altri animali simili, si suppone che Hegetotheriopsis potesse essere simile a un attuale aguti. Hegetotheriopsis è notevole per la presenza di caratteristiche sia arcaiche che derivate. Era dotato di molari a corona molto alta e a radice aperta (euipsodonti), dotati di cemento e privi di fossette allo stadio adulto. Era presente un leggero solco al centro della parete linguale dei molari superiori, molto meno marcato rispetto a quello che si riscontra in altri animali simili quali Prosotherium e Propachyrucos. Il primo premolare superiore era privo di solco linguale, mentre il terzo e il quarto premolare superiori erano molariformi. Sul secondo e sul terzo premolare superiore era presente un solco parastilare vestigiale. Il margine anteorbitale era privo di placca zigomatica.

## Classificazione
Hegetotheriopsis era un membro degli egetoteriidi, un gruppo di notoungulati di piccole dimensioni e solitamente simili ai lagomorfi o ai roditori. Non è chiara la classificazione di questo genere, in quanto gli autori della prima descrizione (Kramarz e Paz, 2013) notarono caratteristiche arcaiche, tali da escluderlo dalle due sottofamiglie conosciute di egetoteriidi (Hegetotheriinae e Pachyrhuchinae) e riscontrabili anche nella famiglia Archaeohyracidae, considerata ancestrale agli egetoteriidi. Studi successivi hanno invece considerato Hegetotheriopsis un egetoteriide specializzato, ascrivibile agli Hegetotheriinae (Seoane et al., 2017), mentre altri ancora hanno confermato la posizione iniziale (Kramarz e Bond, 2017).
Hegetotheriopsis sulcatus venne descritto per la prima volta nel 2013, sulla base di resti fossili ritrovati in Patagonia (Argentina), nella provincia di Chubut, in terreni risalenti al Miocene inferiore. Altri fossili provenienti dalla zona di Cabeza Blanca, attribuibili alla stessa specie, risalgono invece all'Oligocene superiore.